# Charles McLean Andrews
Charles McLean Andrews (22 février 1863 – 9 septembre 1943) est un historien américain. Il est l'une des figures de l'historiographie portant sur l'histoire coloniale américaine. Auteur de très nombreux articles et ouvrages sur la question, il est l'un des chefs de file du courant historiographique dit de l'Imperial school (l'école impériale), qui se focalise sur l'importance de l'Empire britannique dans le processus colonial. 
Il remporte le prix Pulitzer d'histoire en 1935, pour le premier volume de son ouvrage The Colonial Period of American History, publié en 1934.

## Biographie
Charles McLean Andrews naît le 22 février 1863 en Wethersfield, dans le Connecticut. Son père est prêtre de l'Église catholique-apostolique. Andrews obtient son bachelor au Trinity College, à Hartford, en 1884, et dirige pendant deux ans un lycée, le West Hartford High School, avant d'intégrer l'université Johns Hopkins. Là, il étudie sous la direction de Herbert Baxter Adams et, obtient son doctorat en 1889. Il est professeur au Bryn Mawr College  de 1889 à 1907, puis à l'université Johns-Hopkins, de 1907 à 1910, avant de travailler à l'université Yale. Il y enseigne l'histoire américaine de 1910 à 1931, année de sa retraite.
Il est préside par intérim l'American Historical Association en 1924, après la mort de Woodrow Wilson, puis devient président pour l'année 1925. Il est membre de plusieurs organisations, comme la Société américaine de philosophie, la Royal Historical Society, l'Académie américaine des arts et des lettres, et la Phi Beta Kappa. Il devient membre de l'American Antiquarian Society en 1907, et de l'Académie américaine des arts et des sciences en 1918.
Charles McLean Andrews remporte le prix Pulitzer d'histoire, en 1935, pour le premier volume de son ouvrage The Colonial Period of American History, en 4 volumes. Il reçoit la médaille d'or, remise une fois par décennie, du National Institute of Arts and Letters pour son œuvre. Au cours de sa carrière, il est aussi récipiendaire de doctorats honorifiques des universités Harvard, Yale, Johns Hopkins et Lehigh.
Il est marié à Evangline Holcombe Walker. leur fille Ethel épouse John Marshall Harlan II, juge assesseur à la Cour suprême des États-Unis de 1955 à 1971.
Charles McLean Andrews est mort à New Haven, le 9 septembre 1943.

## Apports historiographiques
Il est issu d'une famille de colons anglais, présents dans le Connecticut depuis sept générations. Son premier ouvrage, The River Towns of Connecticut, publié à Baltimore, en 1889, traite de la colonisation de Wethersfield, Hartford, et Windsor. Il n'est cependant pas dans une posture hagiographique de ce processus colonial britannique.
Avec Herbert L. Osgood (en) de l'université Columbia, Il développe une approche particulière de l'histoire coloniale des États-Unis, appelé l'interprétation "Impériale", ou l'Imperial School. Andrews et Osgood se sont concentrés sur les liens entre la Grande-Bretagne et les colonies américaines, et écrivent des articles précurseurs de cette approche dans le Annual Report of the American Historical Association for the Year 1898, le rapport annuel de l'American Historical Association. Au lieu d'aborder la Révolution américaine comme une conséquence de la pression économique et politique anglaise écrasante sur les colonies, il met plutôt en avant ce qu'il voit comme le résultat de l'incapacité des hommes d'état britanniques à comprendre les changements des sociétés américaines, amenant inévitablement à un affrontement entre les deux partis. C'est une thèse qu'il développe dans des ouvrages comme The Colonial Period, publié en 1912.
Ses recherches en font l'un des piliers de l'histoire coloniale américaine au début du vingtième siècle. Parmi ses étudiants, à Yale, on compte de nombreux historiens qui s'investissent par la suite dans les questions coloniales, en suivant la ligne de l'Imperial School, comme Leonard Woods Labaree (en), Lawrence Henry Gipson (en), Isabel M. Calder, et Beverley W. Bond, Jr.

## Publications
- 1901 : Ideal Empires and Republics (1901) lire en ligne
- 1904 : Colonial Self-Government (1904) lire en ligne
- 1911 : The Fathers of New England lire en ligne
- 1912 : The Colonial Period New York, 1912 lire en ligne
- 1912 : Pilgrims and Puritans (1919) lire en ligne
- 1920 : Colonial Folkways (1920) lire en ligne
- 1934-1937 : The Colonial Period of American History Yale UP: 1934-1937 (4 volumes).
- 1924 : The Colonial Background of the American Revolution New Haven, 1924
- 1945 (posthume) : Jonathan Dickinson's Journal, publié avec Evangeline Walker Andrews